# Fabricius (inslagkrater)
Fabricius is een inslagkrater op de Maan. De krater is genoemd naar de Duitse astronoom David Fabricius (1564-1617). De naam werd gegeven door Giovanni Battista Riccioli als Fabritius . Michael van Langren gaf aan deze krater de naam Fred. C. Pal., Johannes Hevelius gaf aan het trio gevormd door de kraters Fabricius, Brenner en Metius de benaming Montes Coibacarani, in het gebied dat hij Persia noemde.

## Beschrijving
Fabricius heeft meerdere centrale pieken waarvan de hoogste  800 meter hoog is, met een ruige stijging naar het noordwesten die van noord naar zuid loopt. De kraterrand is onregelmatig. De krater ontstond tijdens het Eratosthenium, 3200 tot 1100 miljoen jaar geleden. 

## Locatie
Fabricius heeft een diameter van 78 km en bevindt zich op de hoogvlakte nabij het zuidoostelijk deel van de naar de Aarde toe gerichte zijde van de Maan. De krater bevindt zich in het noordoostelijke deel van de ommuurde kraterbodem van Janssen. Aan de noordwestelijke rand is hij verbonden met de iets grotere krater Metius. 

## Satellietkraters van Fabricius
Rondom Fabricius bevinden zich verscheidene kleinere kraters die genummerd werden, beginnend bij degenen die zich het dichtst bij het middelpunt van de krater bevinden.
| Fabricius | Breedtegraad | Lengtegraad | Diameter |
| --------- | ------------ | ----------- | -------- |
| A         | 44,6° ZB     | 44,0° OL    | 45 km    |
| B         | 43,6° ZB     | 44,9° OL    | 17 km    |
| J         | 45,8° ZB     | 45,2° OL    | 16 km    |